# Сертан-ди-Иньямунс (микрорегион)

Сертан-ди-Иньямунс на карте.

Сертан-ди-Иньямунс (порт. Microrregião do Sertão de Inhamuns) — микрорегион в Бразилии, входит в штат Сеара. Составная часть мезорегиона Сертойнс-Сеаренсис. Население составляет 	145 375	 человек (на 2010 год). Площадь — 	11 692,835	 км². Плотность населения — 	12,43	 чел./км².

## Демография
Согласно сведениям, собранным в ходе переписи 2010 г. Национальным институтом географии и статистики (IBGE), население микрорегиона составляет:						
| Полное население                             | Полное население                             | Полное население                             | Полное население                             | 145 375 |
| -------------------------------------------- | -------------------------------------------- | -------------------------------------------- | -------------------------------------------- | ------- |
| в том числе:                                 | Городское население                          | 71 378                                       | Процент городского населения, %              | 49,10   |
|                                              | Сельское население                           | 73 997                                       | Процент сельского населения, %               | 50,90   |
|                                              | Мужское население                            | 71 650                                       | Процент мужского населения, %                | 49,29   |
|                                              | Женское население                            | 73 725                                       | Процент женского населения, %                | 50,71   |
| Плотность населения, чел/км²                 | Плотность населения, чел/км²                 | Плотность населения, чел/км²                 | Плотность населения, чел/км²                 | 12,43   |
| Население микрорегиона в % к населению штата | Население микрорегиона в % к населению штата | Население микрорегиона в % к населению штата | Население микрорегиона в % к населению штата | 1,72    |

## Статистика
- Валовой внутренний продукт на 2003 составляет 245 753 807,00 реалов (данные: Бразильский институт географии и статистики).
- Валовой внутренний продукт на душу населения на 2003 составляет 1733,15 реалов (данные: Бразильский институт географии и статистики).
- Индекс развития человеческого потенциала на 2000 составляет 0,615 (данные: Программа развития ООН).

## Состав микрорегиона
В составе микрорегиона включены следующие муниципалитеты:
1. Аюаба
2. Арнейрос
3. Катарина
4. Парамбу
5. Сабуэйру
6. Тауа